# الشيخ شبيكة
قرية الشيخ شبيكة هي إحدى القرى التابعة لمركز ملوى بمحافظة المنيا في جمهورية مصر العربية. حسب إحصاءات سنة 2006، بلغ إجمالي السكان في الشيخ شبيكة 12293 نسمة، منهم 6047 رجلا و6246 امرأة.